# Started from the Bottom
Started from the Bottom ist ein Song des kanadischen Rappers Drake. Er wurde am 6. Februar 2013 als erste Single vom dritten Studioalbum Nothing Was the Same veröffentlicht.

## Song und Musikvideo
Drake betont im Song, dass er von unten angefangen hat und nun erfolgreich ist.
Die Regie zum Musikvideo führte Director X. Das Video zeigt einerseits den reichen und erfolgreichen Drake vor seinem Bentley, beim Golfspielen und in einem Flugzeug. Gegengeschnitten sind humoristische Aufnahmen von Drake als Mitarbeiter der Drogeriekette Shoppers Drug Mart. Zum Schluss des Videos feiern alle gemeinsam in einer großen Villa.

## Kritiken
Das Magazin Rolling Stone zählte den Titel zu den 100 besten Songs des Jahres 2013 (Platz 9).
Der Titel wurde zwei Mal bei den Grammy Awards 2014 nominiert, für den besten Rapsong und die beste Rap-Performance.

## Kommerzieller Erfolg

### Chartplatzierungen
| ChartsChartplatzierungen       | Höchstplatzierung | Wochen |
| ------------------------------ | ----------------- | ------ |
| Kanada (MC)                    | 36 (20 Wo.)       | 20     |
| Vereinigte Staaten (Billboard) | 6 (22 Wo.)        | 22     |
| Vereinigtes Königreich (OCC)   | 25 (16 Wo.)       | 16     |

| ChartsJahrescharts (2013)      | Platzierung |
| ------------------------------ | ----------- |
| Vereinigte Staaten (Billboard) | 32          |

### Auszeichnungen für Musikverkäufe
| Land/Region                  | Auszeichnungen für Musikverkäufe (Land/Region, Auszeichnung, Verkäufe) | Verkäufe  |
| ---------------------------- | ---------------------------------------------------------------------- | --------- |
| Australien (ARIA)            | 3× Platin                                                              | 210.000   |
| Brasilien (PMB)              | Gold                                                                   | 30.000    |
| Kanada (MC)                  | Platin                                                                 | 80.000    |
| Neuseeland (RMNZ)            | Platin                                                                 | 30.000    |
| Vereinigte Staaten (RIAA)    | 8× Platin                                                              | 8.000.000 |
| Vereinigtes Königreich (BPI) | Platin                                                                 | 600.000   |
| Insgesamt                    | 1× Gold · 14× Platin ·                                                 | 8.950.000 |

Hauptartikel: Drake (Rapper)/Auszeichnungen für Musikverkäufe

### Auszeichnungen für Musikstreaming
| Land/Region     | Auszeichnungen für Musikverkäufe (Land/Region, Auszeichnung, Verkäufe) | Verkäufe  |
| --------------- | ---------------------------------------------------------------------- | --------- |
| Dänemark (IFPI) | Platin                                                                 | 2.600.000 |
| Insgesamt       | 1× Platin ·                                                            | 2.600.000 |

Hauptartikel: Drake (Rapper)/Auszeichnungen für Musikverkäufe